# Michael Jost
Michael Jost (Berlino, 26 settembre 1988) è un cestista tedesco.